# アンドレ・フィリ
アンドレ・フィリ（Andre Fili、1990年6月25日 - ）は、アメリカ合衆国の男性総合格闘家。ワシントン州フェデラルウェイ出身。チーム・アルファメール所属。

## 来歴
親からの暴力が日常茶飯事の欠損家庭で育ち、10代の頃はストリートファイトに明け暮れた。保護観察期間中の2009年にサクラメントへ移住し、チーム・アルファメールで総合格闘技のトレーニングを始めた。2009年12月12日にプロ総合格闘技デビュー。

### UFC
2013年10月19日、UFC初参戦となったUFC 166でジェレミー・ラーセンと対戦し、右フックでダウンを奪いパウンドで2RTKO勝ち。なお、この試合はフィリがフェザー級リミットから2.5ポンド体重超過をしたため、キャッチウェイトで行われた。
2014年4月26日、UFC 172でマックス・ホロウェイと対戦し、ギロチンチョークで3R一本負け。
2015年11月21日、UFC Fight Night: Magny vs. Gastelumでガブリエル・ベニテスと対戦し、スタンドパンチ連打で1RKO勝ち。パフォーマンス・オブ・ザ・ナイトを受賞した。
2018年1月27日、UFC on FOX 27: Jacare vs. Brunson 2でフェザー級ランキング12位のデニス・バミューデスと対戦し、2-1の判定勝ち。
2019年7月13日、UFC Fight Night: de Randamie vs. Laddでシェイモン・モラエスと対戦し、右フックでダウンを奪いパウンドで1RKO勝ち。パフォーマンス・オブ・ザ・ナイトを受賞した。
2020年10月31日、UFC Fight Night: Hall vs. Silvaでフェザー級ランキング15位のブライス・ミッチェルと対戦し、0-3の判定負け。
2024年2月10日、UFC Fight Night: Hermansson vs. Pyferでフェザー級ランキング13位のダン・イゲと対戦し、右ストレートで1RKO負け。
2024年6月29日、UFC 303でカブ・スワンソンと対戦し、2-1の判定勝ち。ファイト・オブ・ザ・ナイトを受賞した。

## 戦績
| 総合格闘技 戦績 | 総合格闘技 戦績 | 総合格闘技 戦績 | 総合格闘技 戦績 | 総合格闘技 戦績 | 総合格闘技 戦績 | 総合格闘技 戦績 |
| --------------- | --------------- | --------------- | --------------- | --------------- | --------------- | --------------- |
| 38 試合         | (T)KO           | 一本            | 判定            | その他          | 引き分け        | 無効試合        |
| 25 勝           | 10              | 3               | 12              | 0               | 0               | 1               |
| 12 敗           | 4               | 3               | 5               | 0               | 0               | 1               |

| 勝敗 | 対戦相手                     | 試合結果                                   | 大会名                                         | 開催年月日     |
| ○    | クリスチャン・ロドリゲス     | 5分3R終了 判定2-1                          | UFC on ESPN 72: Dolidze vs. Hernandez          | 2025年8月9日   |
| ×    | メルキザエル・コスタ         | 1R 4:30 ギロチンチョーク                   | UFC Fight Night: Cejudo vs. Song               | 2025年2月22日  |
| ○    | カブ・スワンソン             | 5分3R終了 判定2-1                          | UFC 303: Pereira vs. Procházka 2               | 2024年6月29日  |
| ×    | ダン・イゲ                   | 1R 2:43 KO（右ストレート→パウンド）        | UFC Fight Night: Hermansson vs. Pyfer          | 2024年2月10日  |
| ○    | ルーカス・アウメイダ         | 1R 3:32 TKO（右ストレート→パウンド）       | UFC 296: Edwards vs. Covington                 | 2023年12月16日 |
| ×    | ナサニエル・ウッド           | 5分3R終了 判定0-3                          | UFC Fight Night: Aspinall vs. Tybura           | 2023年7月22日  |
| ○    | ビル・アルジオ               | 5分3R終了 判定2-1                          | UFC Fight Night: Sandhagen vs. Song            | 2022年9月17日  |
| ×    | ジョアンダーソン・ブリート   | 1R 0:41 TKO（右フック→パウンド）           | UFC on ESPN 35: Font vs. Vera                  | 2022年4月30日  |
| －   | ダニエル・ピネダ             | 2R 0:46 ノーコンテスト（偶発的なサミング） | UFC Fight Night: Gane vs. Volkov               | 2021年6月26日  |
| ×    | ブライス・ミッチェル         | 5分3R終了 判定0-3                          | UFC Fight Night: Hall vs. Silva                | 2020年10月31日 |
| ○    | シャルル・ジョーデイン       | 5分3R終了 判定2-1                          | UFC on ESPN 10: Eye vs. Calvillo               | 2020年6月13日  |
| ×    | ソディック・ユサフ           | 5分3R終了 判定0-3                          | UFC 246: McGregor vs. Cowboy                   | 2020年1月18日  |
| ○    | シェイモン・モラエス         | 1R 3:07 KO（右フック→パウンド）            | UFC Fight Night: de Randamie vs. Ladd          | 2019年7月13日  |
| ○    | マイルズ・ジュリー           | 5分3R終了 判定3-0                          | UFC on ESPN 1: Ngannou vs. Velasquez           | 2019年2月17日  |
| ×    | マイケル・ジョンソン         | 5分3R終了 判定1-2                          | UFC Fight Night: Gaethje vs. Vick              | 2018年8月25日  |
| ○    | デニス・バミューデス         | 5分3R終了 判定2-1                          | UFC on FOX 27: Jacare vs. Brunson 2            | 2018年1月27日  |
| ○    | アルテム・ロボフ             | 5分3R終了 判定3-0                          | UFC Fight Night: Cowboy vs. Till               | 2017年10月21日 |
| ×    | カルヴィン・ケイター         | 5分3R終了 判定0-3                          | UFC 214: Cormier vs. Jones 2                   | 2017年7月29日  |
| ○    | ハクラン・ディアス           | 5分3R終了 判定3-0                          | UFC Fight Night: Lineker vs. Dodson            | 2016年10月1日  |
| ×    | ヤイール・ロドリゲス         | 2R 2:15 KO（左二段蹴り）                   | UFC 197: Jones vs. St. Preux                   | 2016年4月23日  |
| ○    | ガブリエル・ベニテス         | 1R 3:13 KO（スタンドパンチ連打）           | UFC Fight Night: Magny vs. Gastelum            | 2015年11月21日 |
| ×    | ゴドフレド・ペペイ           | 1R 3:14 三角絞め                           | UFC Fight Night: Maia vs. LaFlare              | 2015年3月21日  |
| ○    | フェリペ・アランテス         | 5分3R終了 判定3-0                          | UFC 179: Aldo vs. Mendes 2                     | 2014年10月25日 |
| ×    | マックス・ホロウェイ         | 3R 3:39 ギロチンチョーク                   | UFC 172: Jones vs. Teixeira                    | 2014年4月26日  |
| ○    | ジェレミー・ラーセン         | 2R 0:53 TKO（右フック→パウンド）           | UFC 166: Velasquez vs. dos Santos 3            | 2013年10月19日 |
| ○    | エイドリアン・ディアス       | 3R 1:29 TKO（右ストレート→パウンド）       | WFC 5                                          | 2013年5月3日   |
| ○    | エノック・ウィルソン         | 5分3R終了 判定3-0                          | Tachi Palace Fights 15                         | 2012年11月15日 |
| ○    | リッキー・ウォレス           | 2R 4:08 腕ひしぎ十字固め                   | Tachi Palace Fights 14                         | 2012年9月7日   |
| ○    | ジェシー・ボーエン           | 1R 2:57 TKO（パンチ連打）                  | WFC - Showdown                                 | 2012年6月9日   |
| ○    | マット・ムラモト             | 1R 1:59 三角絞め                           | KOTC - All In                                  | 2012年4月21日  |
| ○    | アレクサンダー・クリスピム   | 5分3R終了 判定3-0                          | CCFC - The Return                              | 2012年3月3日   |
| ○    | ヴェイモンド・デニス         | 2R 1:51 腕ひしぎ十字固め                   | WFC - Bruvado Bash                             | 2012年1月7日   |
| ○    | トニー・リオス               | 5分3R 判定3-0                              | CCFC - Fall Classic                            | 2011年10月8日  |
| ×    | デリック・バーンズド         | 5R 1:22 TKO（膝の負傷）                    | RF - Domination 【RFフェザー級タイトルマッチ】 | 2010年10月2日  |
| ○    | イワン・アンドルシュチェンコ | 1R 1:01 KO（ハイキック）                   | RF - Rebel Fighter                             | 2010年8月21日  |
| ○    | ジャスティン・スミトリー     | 2R 1:41 TKO（パンチ連打）                  | Gladiator Challenge - Champions                | 2010年5月1日   |
| ○    | ケイン・カンポス             | 1R 0:16 TKO（パンチ連打）                  | Gladiator Challenge - Domination               | 2010年3月6日   |
| ○    | アンソニー・モトリー         | 1R 1:01 TKO（パンチ連打）                  | Gladiator Challenge - Chain Reaction           | 2009年12月12日 |

## 表彰
- UFC パフォーマンス・オブ・ザ・ナイト（2回）
- UFC ファイト・オブ・ザ・ナイト（1回）